# 1.º distrito congresional de Misuri
El 1.º distrito congresional es un distrito congresional que elige a un Representante para la Cámara de Representantes de los Estados Unidos por el estado de Misuri.  Según la Oficina del Censo, en 2011 el distrito tenía una población de 587 643 habitantes. Actualmente el distrito está representado por el Demócrata Lacy Clay.

## Geografía
El 1.º distrito congresional se encuentra ubicado en las coordenadas 38°43′42″N 90°17′46″O / 38.72833, -90.29611.

## Demografía
Según la Oficina del Censo de los Estados Unidos, en 2011 había 587 643 personas residiendo en el 1.º distrito congresional. De los 587 643 habitantes, el distrito estaba compuesto por 242 572 (41.3%) blancos; de esos, 233 516 (39.7%) eran blancos no latinos o hispanos. Además 322 789 (54.9%) eran afroamericanos o negros, 856 (0.1%) eran nativos de Alaska o amerindios, 14 625 (2.5%) eran asiáticos, 147 (0%) eran nativos de Hawái o isleños del Pacífico, 3 698 (0.6%) eran de otras razas y 12 012 (2%) pertenecían a dos o más razas. Del total de la población 13 681 (2.3%) eran hispanos o latinos de cualquier raza; 8 859 (1.5%) eran de ascendencia mexicana, 1 344 (0.2%) puertorriqueña y 386 (0.1%) cubana. Además del inglés, 1 249 (2.4%) personas mayor a cinco años de edad hablaban español perfectamente.
El número total de hogares en el distrito era de 241 242, y el 60.3% eran familias en la cual el 27.7 tenían menores de 18 años de edad viviendo con ellos. De todas las familias viviendo en el distrito, solamente el 33.2% eran matrimonios. Del total de hogares en el distrito, el 5 eran parejas que no estaban casadas, mientras que el 0.4% eran parejas del mismo sexo. El promedio de personas por hogar era de 2.37. 
En 2011 los ingresos medios por hogar en el distrito congresional eran de US$37 887, y los ingresos medios por familia eran de US$63 936. Los hogares que no formaban una familia tenían unos ingresos de US$95 913. El salario promedio de tiempo completo para los hombres era de US$42 294 frente a los US$36 729 para las mujeres. La renta per cápita para el distrito era de US$23 029. Alrededor del 17.4% de la población estaban por debajo del umbral de pobreza.